# Binaware Williams Ajuwa
Binaware Williams Ajuwa, né le 30 janvier 1982 à Lagos au Nigeria, est un footballeur international nigérian, évoluant au poste d'ailier gauche.

## Carrière
Binaware Williams Ajuwa fait ses débuts dans le club local des Puma FC à Lagos. Puis il signe pour la saison 1997-1998, chez les Dragon FC, un club béninois fondé par Peter Rufai.
En 1998, Binaware Williams Ajuwa tente sa chance en Europe, son grand frère Wilson Ajuwa, avocat à Lagos sera son manager. Il est rapproché par le Celta Vigo, mais signe finalement au Benfica Lisbonne.
En 2001, Binaware Williams Ajuwa fait ses débuts internationaux sous le maillot du Nigeria par un match de la Coupe d'Afrique des nations de football 2002 contre la Zambie. Il a commencé le match, mais il sera remplacé plus tard par Ode Thompson.
Pendant la saison 2002-03, à la suite du désistement du club de Halmstads BK en Suède en juillet 2002, Binaware Williams Ajuwa se retrouve sans contrat. Il signe par désespoir de cause une saison chez l'Entente Sportive Viry-Châtillon, un club de troisième division.
Le 26 avril 2005, alors qu'il joue un match contre Penang FA à l'occasion de la Malaysian Super League sous le maillot de Pahang FA, il se blesse sérieusement la cheville. Il devra attendre trois mois pour se remettre de sa blessure, mais le club l'a remercié sitôt blessé.
En 2006, remis de sa blessure à sa cheville, il signe pour jouer au FC Naţional Bucureşti, sous le maillot 28.
- 1997 Puma FC Lagos
- 1997-1998 Dragon FC (Bénin)
- 1999-2000 Benfica Lisbonne
- 2000-2001 Benfica Lisbonne
- 2001-2002 Benfica Lisbonne
- 2002-2003 Entente Sportive Viry-Châtillon
- 2004-2005 Pahang FA
- 2005-2006 Pahang FA
- 2006-2007 FC Naţional Bucureşti
- 2009-2011 BEC Tero Sasana